# Kanton Chaniers
Der Kanton Chaniers ist ein französischer Wahlkreis im Département Charente-Maritime und in der Region Nouvelle-Aquitaine. Er umfasst 26 Gemeinden aus den Arrondissements Saint-Jean-d’Angély und Saintes. Bei der landesweiten Neuordnung der französischen Kantone wurde er 2015 neu geschaffen.

## Gemeinden
Der Kanton besteht aus 26 Gemeinden mit insgesamt 22.826 Einwohnern (Stand: 1. Januar 2022) auf einer Gesamtfläche von 337,28 km²:
| Gemeinde                      | Einwohner 1. Januar 2022 | Fläche km² | Dichte Einw./km² | Code INSEE | Postleitzahl | Arrondissement      |
| ----------------------------- | ------------------------ | ---------- | ---------------- | ---------- | ------------ | ------------------- |
| Aujac                         | 373                      | 8,73       | 43               | 17023      | 17770        | Saint-Jean-d’Angély |
| Aumagne                       | 699                      | 20,50      | 34               | 17025      | 17770        | Saint-Jean-d’Angély |
| Authon-Ébéon                  | 398                      | 11,65      | 34               | 17026      | 17770        | Saint-Jean-d’Angély |
| Bercloux                      | 447                      | 9,35       | 48               | 17042      | 17770        | Saint-Jean-d’Angély |
| Brizambourg                   | 978                      | 21,26      | 46               | 17070      | 17770        | Saint-Jean-d’Angély |
| Burie                         | 1.337                    | 9,19       | 145              | 17072      | 17770        | Saintes             |
| Bussac-sur-Charente           | 1.313                    | 9,98       | 132              | 17073      | 17100        | Saintes             |
| Chaniers                      | 3.634                    | 26,53      | 137              | 17086      | 17610        | Saintes             |
| Chérac                        | 1.135                    | 29,88      | 38               | 17100      | 17610        | Saintes             |
| Dompierre-sur-Charente        | 483                      | 8,29       | 58               | 17141      | 17610        | Saintes             |
| Écoyeux                       | 1.380                    | 20,34      | 68               | 17147      | 17770        | Saintes             |
| Fontcouverte                  | 2.313                    | 11,58      | 200              | 17164      | 17100        | Saintes             |
| Juicq                         | 314                      | 9,25       | 34               | 17198      | 17770        | Saint-Jean-d’Angély |
| La Chapelle-des-Pots          | 1.007                    | 10,27      | 98               | 17089      | 17100        | Saintes             |
| Le Douhet                     | 705                      | 18,35      | 38               | 17143      | 17100        | Saintes             |
| Le Seure                      | 275                      | 5,68       | 48               | 17426      | 17770        | Saintes             |
| Migron                        | 699                      | 15,06      | 46               | 17235      | 17770        | Saintes             |
| Nantillé                      | 326                      | 10,78      | 30               | 17256      | 17770        | Saint-Jean-d’Angély |
| Saint-Bris-des-Bois           | 388                      | 9,06       | 43               | 17313      | 17770        | Saintes             |
| Saint-Césaire                 | 894                      | 10,41      | 86               | 17314      | 17770        | Saintes             |
| Sainte-Même                   | 225                      | 6,15       | 37               | 17374      | 17770        | Saint-Jean-d’Angély |
| Saint-Hilaire-de-Villefranche | 1.350                    | 25,08      | 54               | 17344      | 17770        | Saint-Jean-d’Angély |
| Saint-Sauvant                 | 514                      | 7,05       | 73               | 17395      | 17610        | Saintes             |
| Saint-Vaize                   | 628                      | 4,61       | 136              | 17412      | 17100        | Saintes             |
| Vénérand                      | 771                      | 9,65       | 80               | 17462      | 17100        | Saintes             |
| Villars-les-Bois              | 240                      | 8,60       | 28               | 17470      | 17770        | Saintes             |
| Kanton Chaniers               | 22.826                   | 337,28     | 68               | 1702       | –            | –                   |

## Veränderungen im Gemeindebestand seit 2015
2019: Fusion La Frédière und Saint-Hilaire-de-Villefranche → Saint-Hilaire-de-Villefranche

## Politik
| Vertreter im Departementrat | Vertreter im Departementrat        | Vertreter im Departementrat |
| Amtszeit                    | Namen                              | Partei                      |
| --------------------------- | ---------------------------------- | --------------------------- |
| 2015–                       | Fabrice Barusseau Corinne Gregoire | UG                          |